# Arties e Garòs

Terçón d'Arties e Garòs, du Val d'Aran

Arties e Garòs, anciennement Arties, est une subdivision traditionnelle du Val d'Aran, (Catalogne, Espagne) utilisée comme circonscription territoriale pour les élections au Conseil Général d'Aran. Son territoire correspond aux communes d'Arties et de Garòs, dans le Naut Aran.
C'est durant le XVIe siècle, que cette subdivision de la vallée en 6 terçons (et non plus originellement en "tiers") est apparue. Depuis la restauration de la structure administrative traditionnelle du Val d'Aran en 1990, Arties e Garos  choisit 2 des 13 conseillers du Conseil Général d'Aran